# Magnojević Gornji
Magnojević Gornji är en ort i Bosnien och Hercegovina.   Den ligger i entiteten Republika Srpska, i den nordöstra delen av landet, 110 km nordost om huvudstaden Sarajevo. Magnojević Gornji ligger 144 meter över havet och antalet invånare är 392.
Terrängen runt Magnojević Gornji är platt, och sluttar norrut.Runt Magnojević Gornji är det ganska tätbefolkat, med 67 invånare per kvadratkilometer.. Närmaste större samhälle är Brčko, 19,8 km nordväst om Magnojević Gornji. 
Trakten runt Magnojević Gornji består till största delen av jordbruksmark.